# Kafr Qud
Kafr Qud (àrab: كفر قود, Kafr Qūd), també Kafr Qad, és una vila palestina de la governació de Jenin, a Cisjordània, al nord de la vall del Jordà, a l'oest de Jenin. Segons el cens de l'Oficina Central Palestina d'Estadístiques (PCBS) tenia 1.143 habitants en 2007.

## Geografia
Kafr Qud està situada al nord de la vall de Dothan a l'estret barranc per sota de la muntanya Jabal Shibli al nord. Té una altitud mitjana de 330 metres sobre el nivell del mar. El corrent Bir al-Balad (també conegut com a "Bir Kafr Qud") a l'interior del poble serveix com la font d'aigua més propera. Es troba al sud de la carretera que uneix al-Hashimiya amb Jenin, i les localitats més properes són Kufeirit al sud-oest, al-Manshiyya al sud i Burqin a l'est.
L'antic lloc al mig de Kafr Qud és petit i envoltat per un barranc prop del corrent de Bir al-Balad. La majoria dels habitatges modernes va ser construït a l'est del lloc, encara que el material dels antics edificis està molt present en algunes parets. El 1979 la zona urbanitzada de la localitat ascendia a aproximadament a 15 dúnams.

## Història
La vila està situada en un lloc antic, amb cisternes tallades en la roca i pedres antigues reutilitzades per fer cases. S'ha trobat ceràmiques de l'època romana d'Orient.
Kafr Qud, com la resta de Palestina, fou incorporada a l'Imperi Otomà en 1517, i en el cens de 1596, la vila apareix com a Kafr Qud a la nàhiya de Jabal Sami al liwà de Nablus. tenia 19 llars i 5 solters, tots musulmans. Es pagaven impostos pel blat, l'ordi, els cultius d'estiu, les oliveres, els ingressos ocasionals, cabres i ruscs.
Edward Robinson identificà Kafr Qud amb "Caparcotia" quan la visità el juny de 1838. El 14 de juny de 1870 Victor Guérin va assenyalar que Kafr Qud era "oculta a les muntanyes amb boscos d'oliveres i figueres ... i molt probablement el lloc és Caparcotani de Ptolemeu i la taula de Peutinger." Va estimar la seva població en 300 habitants. En 1882 Kafr Qud fou descrita com una «poble de bona mida en un buit entre els turons» al Survey of Western Palestine del Fons per a l'Exploració de Palestina.

### Època moderna
En el cens de Palestina de 1922, organitzat per les autoritats del Mandat Britànic de Palestina, Kufr Qud tenia 161 habitants, d'ells 153 musulmans i 8 cristians, els cristians eren tots ortodoxos. Gairebé no es produïren canvis en el cens de 1931, quan Kafr Qud tenia 41 cases ocupades i una població de 162 habitants; 9 cristians i la resta musulmans.
En 1945 la població era de 250; 240 musulmans i 10 cristians, amb 5.463 dúnams de terra, segons un cens oficial de terra i població. 908 dúnams eren usats per plantacions i terra de rec, 2,170 dúnams per cereals, i 14 dúnams eren sòl edificat.
Com a conseqüència de la guerra araboisraeliana de 1948, i després dels acords d'armistici araboisraelians de 1949, Kafr Qud van passar a pertànyer a Jordània i després de la Guerra dels Sis Dies de 1967, ha estat sota domini israelià.